# Copa México 1966/67
Die Copa México 1966/67 war die 25. Austragung des Fußball-Pokalwettbewerbs seit Einführung des Profifußballs in Mexiko. Das Turnier wurde vor Beginn der Punktspielrunde der Saison 1966/67 ausgetragen. Teilnahmeberechtigt waren die 16 Mannschaften, die in derselben Saison in der höchsten Spielklasse vertreten waren.
Pokalsieger wurde zum dritten Mal die Mannschaft des León FC, die nach ihren Turniersiegen von 1949 und 1958 erneut im Neunjahresrhythmus erfolgreich war.

## Modus
Die Begegnungen wurden im K.-o.-System ausgetragen. Alle Runden bis auf das Finale, für das nur eine Begegnung angesetzt war, wurden in Hin- und Rückspielen mit je einem Heimrecht der beiden Kontrahenten ausgetragen. Endspielort war zum ersten Mal das neu eröffnete Aztekenstadion in Mexiko-Stadt.

## Achtelfinale
Die Begegnungen des Achtelfinals wurden zwischen dem 2. Juni und 13. Juni 1966 ausgetragen. Obwohl es in den insgesamt acht Hinspielen lediglich einen Heimsieg gab, konnte sich am Ende nur eine der zuerst auswärts angetretenen Mannschaften für die nächste Runde qualifizieren.
|                  | Gesamt          |                       | Hinspiel | Rückspiel |
| ---------------- | --------------- | --------------------- | -------- | --------- |
| CD Oro           | 2:3             | Atlético Morelia      | 0:2      | 2:1       |
| CF Atlante       | 4:3             | CD Veracruz           | 1:2      | 3:1       |
| CF Monterrey     | 7:3             | Jabatos de Nuevo León | 4:1      | 3:2       |
| Deportivo Toluca | 5:3             | Club América          | 1:1      | 4:2       |
| CD Guadalajara   | 1:1 (7:4 i. E.) | CF Madero             | 1:1      | 0:0 n. V. |
| León FC          | 1:0             | U.N.A.M.              | 0:0      | 1:0       |
| CD Irapuato      | 5:3             | CF Atlas              | 1:1      | 4:2       |
| Club Necaxa      | 1:0             | CD Cruz Azul          | 0:0      | 1:0       |

## Viertelfinale
Die Begegnungen des Viertelfinals wurden zwischen dem 19. Juni und 26. Juni 1966 ausgetragen. Wie in der ersten Runde, setzte der Club Deportivo Guadalajara sich auch in dieser Runde erst im Elfmeterschießen durch.
|                  | Gesamt          |                  | Hinspiel | Rückspiel |
| ---------------- | --------------- | ---------------- | -------- | --------- |
| CD Irapuato      | 2:4             | León FC          | 1:1      | 1:3 n. V. |
| CF Atlante       | 4:4 (0:3 i. E.) | CD Guadalajara   | 4:3      | 0:1       |
| Club Necaxa      | 4:4 (8:7 i. E.) | CF Monterrey     | 0:1      | 4:3       |
| Deportivo Toluca | 4:3             | Atlético Morelia | 3:1      | 1:2       |

## Halbfinale
Die Hinspiele des Halbfinals wurden am 3. Juli und die Rückspiele am 10. Juli 1966 ausgetragen.
|                  | Gesamt          |                | Hinspiel | Rückspiel |
| ---------------- | --------------- | -------------- | -------- | --------- |
| Deportivo Toluca | 1:1 (3:6 i. E.) | León FC        | 1:0      | 0:1       |
| Club Necaxa      | 1:3             | CD Guadalajara | 1:2      | 0:1       |

## Finale
Das Finale wurde am 17. Juli 1966 ausgetragen.
|         | Ergebnis |                |
| ------- | -------- | -------------- |
| León FC | 2:1      | CD Guadalajara |

Mit der folgenden Mannschaft gewann der Club León den Pokalwettbewerb der Saison 1966/67:
Marcos Gallardo – Cardona, Gil und Efraín Loza „Los Hermanos Muerte“, Roberto López – Manuel „Pachuco“ López, Salvador Enríquez, Carlos Barajas – Gabriel Mata, Sergio Anaya, Amador „Paraja“ Fuentes; Trainer: Luis Grill.